# Salisbury (album)
Salisbury – drugi album brytyjskiej rockowej grupy Uriah Heep wydany w lutym 1971 przez wytwórnię Mercury. Ukazał się w dwóch wersjach: europejskiej i amerykańskiej. Ta druga posiadała inną okładką oraz listę utworów. Na Salisbury znajduje się jeden z największych hitów zespołu – „Lady in Black”.

## O albumie
Nagrania odbyły się między październikiem a listopadem 1970 roku, ponownie w londyńskim Lansdowne Studios. W porównaniu z debiutem doszło do jednej zmiany personalnej: na miejsce Nigela Olssona przyszedł Keith Baker. W odróżnieniu od Very 'eavy... Very 'umble Hensley posiada ingerencje w powstanie każdego utworu, stając się głównym kompozytorem zespołu. W dwóch utworach („High Priestess” i „Lady in Black”) jest również głównym wokalistą. Podobnie jak poprzednik, Salisbury charakteryzuje się rozrzutem stylistycznym, zawierając zarówno utwory hardrockowe o brzmieniu bardziej gitarowym („High Priestess”) lub gitarowo-organowym („Bird of Prey”, „Time to Live”), folkową balladę („Lady in Black”) oraz 16-minutową, progresywną, tytułową suitę, nagraną z 24-osobową orkiestrą. „Lady in Black” stała się dużym hitem, szczególnie w Niemczech i Północnej Ameryce. Nazwa albumu jest źródłem kilku historii jej powstania. Najbardziej prawdopodobna jest przedstawiona przez Kena Hensleya, w której nazwa wiąże się z okresem „anty-wojennym” zespołu, a wzgórza Salisbury były miejscem ćwiczeń wojennych, podczas których czołgi niszczyły otaczającą florę (okładka albumu przedstawia zdjęcie czołgu zrobione w Salisbury). W innej wersji nazwa albumu wzięła się z wdzięczności zespołu dla fanów, którzy pomogli im spakować całe wyposażenie koncertowe, gdy mieli na to zaledwie pięć minut. Sytuacja ta miała zdarzyć się po koncercie w mieście Salisbury.

## Lista utworów
| Nr | Tytuł utworu     | Autorzy                  | Długość |
| -- | ---------------- | ------------------------ | ------- |
| 1. | „Bird of Prey”   | Box/Byron/Hensley/Newton | 4:13    |
| 2. | „The Park”       | Hensley                  | 5:41    |
| 3. | „Time to Live”   | Box/Byron/Hensley        | 4:01    |
| 4. | „Lady in Black”  | Hensley                  | 4:44    |
| 5. | „High Priestess” | Hensley                  | 3:42    |
| 6. | „Salisbury”      | Byron/Hensley/Box        | 16:20   |
|    |                  |                          | 38:41   |

Amerykańska wersja zawiera „High Priestess” jako utwór numer 1, zaś pod numerem 5 „Simon the Bullet Freak”.
Po remasteringu album został ponownie wydany w 1996 z dwoma dodatkowymi utworami:
| 7. | Simon The Bullet Freak           |  |
|    |                                  |  |
| 8. | High Priestess (wersja singlowa) |  |
|    |                                  |  |
Wznowienie z 2003 zawierało następujące dodatkowe nagrania:
| 7.  | Simon The Bullet Freak                 |  |
|     |                                        |  |
| 8.  | Here Am I (wersja niezrealizowana)     |  |
|     |                                        |  |
| 9.  | Lady In Black (wersja niezrealizowana) |  |
|     |                                        |  |
| 10. | High Priestess (wersja singlowa)       |  |
|     |                                        |  |
| 11. | Salisbury (wersja singlowa)            |  |
|     |                                        |  |
| 12. | The Park (wersja skrócona)             |  |
|     |                                        |  |
| 13. | Time To Live (wersja skrócona)         |  |
|     |                                        |  |

## Twórcy
- David Byron – Wokal
- Ken Hensley – pianino, Organy, melotron, slide gitar, wokal
- Mick Box – prowadząca & akustyczna gitara, wokal
- Paul Newton – bas, wokal
- Keith Baker – perkusja
- produkcja: Gerry Bron
- inżynier dźwięku i mixy: Peter Gallen
- okładka: Bloomsbury Group